# Medeiros
Medeiros – miasto i gmina w Brazylii, w stanie Minas Gerais. Znajduje się w mezoregionie Oeste de Minas i mikroregionie Piumhi.